# Sky Witness
Sky Witness är en TV-kanal som ägs av British Sky Broadcasting med sändningar tillgängliga i Storbritannien och Irland.